# Nube privada virtual
Una nube privada virtual o VPC (sigla del inglés virtual private cloud) es un conjunto de recursos computacionales configurables por demanda al interior de un ambiente de computación en la nube pública, el cual provee un cierto nivel de aislamiento entre las diferentes organizaciones o usuarios que utilizan dichos recursos. El aislamiento entre una VPC y los demás usuarios de la nube (tanto otras VPC como usuarios de la nube pública) se logra normalmente a través de la utilización de una subred IP y un mecanismo de comunicación virtual como una red privada virtual (VPN) o un grupo de canales encriptados) para cada usuario. 
En una VPC el mecanismo descrito anteriormente para proveer aislamiento dentro de la nube se complementa con un servicio de VPN (para cada usuario) el cual garantiza la seguridad del acceso remoto de un usuario a sus recursos a través de un sistema de autenticación y criptografía.
A través de estos mecanismos de aislamiento, la organización que utiliza el servicio está de hecho trabajando en una nube «virtualmente privada» (es decir, como si la infraestructura no estuviese siendo compartida con otros usuarios), y de ahí el nombre nube privada virtual.
Las VPC se usan comúnmente en el contexto de plataforma como servicio. En dicho contexto, el proveedor de la infraestructura en la nube y el proveedor del servicio de VPC sobre dicha infraestructura podrían ser compañías diferentes.

## Implementaciones
Amazon Web Services lanzó su servicio Virtual Private Cloud el 26 de agosto de 2009, el cual permite que puedan crearse conexiones entre su servicio Elastic Compute Cloud (EC2)  y otras redes a través de una red privada virtual sobre protocolo IPsec.
En AWS, el VPC puede ser usado de manera gratuita. Sin embargo, se cobra a los usuarios por las VPN que usen. Además hay algunas limitaciones en la cantidad de recursos que pueden garantizarse cuando se trabaja con instancias reservadas.[cita requerida]
App Engine de Google implementaba una funcionalidad similar a través de su producto Secure Data Connector lanzado el 7 de abril de 2009. Google no permitió nuevos usuarios para este servicio el 14 de marzo de 2013. El servicio desapareció en 2015.
HP ofrece una nube empresarial que incluye nube privada, nube administrada y servicios de nube pública basadas en OpenStack.
Azure de Microsoft ofrece la posibilidad de crear un VPC utilizando redes virtuales.
Cloud-Bricks.net es un ejemplo de un proveedor de nube privada sobre hardware dedicado en donde no se comparten recursos con otros usuarios.
FortyCloud es un ejemplo de un VPC que es ofrecido sobre la infraestructura de nube pública de un tercero como AWS EC2 y sobre ambientes híbridos de múltiples proveedores.
Host Virtual es un proveedor de infraestructura como servicio que incorpora VPC como una de sus características.
Existen también algunas VPC regionales como Cloud-A y  cloud.ca, que son plataformas canadienses.

IBM también tenía su servicio de nube privada, IBM Cloud Private la cual funciona con clústeres y a través de Kubernetes. Ahora cuenta con IBM Cloud Pak para Aplicaciones, que es un sistema para el despliegue de aplicaciones creadas a través de Kubernetes.